# Alice Springs Reptile Centre
Le Reptile Centre d'Alice Springs (en anglais : Alice Springs Reptile Centre) est un centre pour reptiles, et un centre d'éducation à l’environnement privé situé à Alice Springs, en Australie. Il possède la plus grande collection de reptiles du Territoire du Nord. Le centre abrite le varan Perenti (Varanus giganteus), le lézard à collerette (Chlamydosaurus kingii), le dragon cornu (Moloch horridus), des petits et grands pythons et des serpents venimeux comme le taïpan du désert (Oxyuranus microlepidotus) ou le serpent de la Mulga (Pseudechis australis). Le centre est une destination touristique populaire, en particulier pour les enfants.